# Schloßberg (Schönstein)
Der Schloßberg ist ein 419 m ü. NHN hoher Berg des Höhenzugs Hemberg (470,6 m). Er liegt nahe Schönau, einem Ortsteil der Gemeinde Gilserberg, im nordhessischen Schwalm-Eder-Kreis. Er ist vollständig bewaldet.

## Geographie

### Lage
Der Schloßberg erhebt sich im Naturpark Kellerwald-Edersee zwischen den Gilserberger Ortsteilen Schönau im Süden und Schönstein im Nordnordwesten; er gehört zur Gemarkung Schönau. Der Berg ist Teil der Westabdachung des Höhenzugs Hemberg. Sein östlicher Nachbar ist der Hundskopf (470,6 m), die höchste Erhebung des Hembergs. Der Berg wird südlich, westlich und nördlich von der Gilsa passiert.

### Naturräumliche Zuordnung
Der Schloßberg gehört in der naturräumlichen Haupteinheitengruppe Westhessisches Bergland (Nr. 34) und in der Haupteinheit Oberhessische Schwelle (346) zur Untereinheit Gilserberger Höhen (346.0), welche den Kellerwald in Nord-Süd-Richtung mit dem Vogelsberg verbindet. Die Landschaft leitet nach Westen bis Nordwesten in den zur Haupteinheit Kellerwald (344) und dessen Untereinheit Hoher Kellerwald (344.0) zählenden Naturraum Jeust und Keller (344.00) über und nach Nordosten in die nahe Untereinheit Löwensteiner Grund (341.7).

## Burgruine Schönstein
Auf dem Westsporn des Schloßbergs, dessen Steilhänge mehr als 60 m über die Gilsa aufragen, befindet sich die vermutlich im 12. Jahrhundert erbaute und im 16. Jahrhundert schwer beschädigte Ruine der Burg Schönstein (360 m). Vorhanden sind noch Mauerreste des Hauptgebäudes.

## Verkehr und Wandern
Etwas westlich vorbei am Schloßberg führt jenseits der Gilsa zwischen Schönstein und Schönau die Kreisstraße 3425, die südostwärts zu einer nahe Sebbeterode liegenden Kreuzung der Bundesstraße 3 verläuft. Zwischen der Gipfelregion des Berges und seinem Westsporn mit der Burgruine Schönstein verläuft der Kellerwaldsteig, der zuvor vorbei an Schönstein, über den Höhenzug Hemberg und vorbei an Schönau führt.